# Bugulma
Bugulma (em russo:  Бугульма; em tártaro:  Бөгелмә) é uma cidade e município do Tartaristão, Rússia. Sede do raion de Bugulminsky.

## Geminação
Bugulma é geminada com a cidade turca de Aidim. 